# Луиза Елизавета Орлеанская
Луиза Елизавета Орлеанская (фр. Louise Élisabeth d’Orléans, 9 декабря 1709, Париж — 16 июня 1742, Париж) — королева-консорт Испании, жена короля Луиса I. Была одной из семи дочерей Филиппа Орлеанского, регента Франции при малолетнем Людовике XV, и Франсуазы Марии, узаконенной дочери короля Людовика XIV и его фаворитки маркизы де Монтеспан.
Таким образом, Луиза Елизавета являлась внучатой племянницей Людовику XIV по линии отца и внучкой по линии матери. Это давало ей право носить титул принцессы крови.

## Мадемуазель де Монпансье
Принцесса появилась на свет в Версальском дворце и была четвертым выжившим ребенком своих родителей. До замужества носила титул Мадемуазель де Монпансье. Луиза Елизавета выросла в окружении брата и пяти сестер. В детстве образованием девочки практически не занимались; как и её сестры, она получила скудное монастырское образование, что делало её малопривлекательной невестой. С детства Луиза Елизавета была близка со своим братом Людовиком, который после смерти их отца унаследовал титул герцога Орлеанского.
С 1715 года её отец становится практически единоличным правителем государства при малолетнем короле. В 1718 году между Испанией и Францией разгорелась Война четверного альянса и король Испании Филипп V в поисках мира предложил заключить двойной союз. Он предложил выдать свою трехлетнюю дочь Марианну Викторию за пятнадцатилетнего Людовика XV, а своего сына и наследника Луиса I женить на одной из дочерей регента.

## Принцесса Астурийская
К тому времени Луиза Елизавета и её сестра Филиппа Елизавета оставались единственными незамужними дочерьми регента. Было решено, что обе они выйдут замуж за сыновей испанского короля. В ноябре 1721 года, в возрасте 11 лет Луиза Елизавета вступила в брак по доверенности в Париже и отправилась с сестрой в Мадрид. Несмотря на холодный прием мадридского двора, в особенности мачехи своего будущего мужа Изабеллы Фарнезе, Луиза Елизавета вышла замуж за Луиса Испанского 20 января 1722 года в Лерме. Её приданое составляло 4 миллиона ливров.
Позже её сестра Филиппа была обручена с инфантом Карлосом, еще одним претендентом на трон, но их браку не суждено было состояться, и принцесса вернулась в Париж, где скончалась в возрасте 19 лет.
Как жена наследника испанского престола, Луиза Елизавета носила титул принцесса Астурийская. Невзирая на её высокое положение при дворе, каждый шаг принцессы отслеживался, и ей указывалось на малейшие недочеты и промахи в поведении. Скудное образование мешало ей правильно реагировать на замечания. Часто реакция бывала эмоциональной.

## Королева Испании
15 января 1724 года эмоционально неустойчивый король Филипп V отрёкся от престола в пользу своего старшего сына, который стал королём Луисом I. Луиза Елизавета стала Королевой Испании, но всего через семь месяцев правления юный король умер от оспы. Так как король не оставил наследников, его отец снова вернулся на трон. Луиза Елизавета оставалась в Мадриде какое-то время, но испанский двор не скрывал враждебного отношения к юной вдове короля, и она, по просьбе своей матери, вскоре вернулась во Францию.

## Вдова
Луиза Елизавета поселилась в Париже, вдали от шумного двора своего кузена, короля Людовика XV. Как королевской вдове ей полагалась пенсия в 600 000 ливров, но испанская сторона отказалась от выплат, поскольку брак Луизы Елизаветы с Луисом был аннулирован. Практически незамеченным остался её переезд в Венсенский замок, а затем в Люксембургский дворец, подаренный отцом одной из её сестер.
В 1742 году, забытая всеми, бывшая королева скончалась в Люксембургском дворце. Похоронена в церкви Сен-Сюльпис.

## Титулы
- 11 декабря 1709 — 20 января 1722 Её Светлость мадемуазель де Монпансье
- 20 января 1722 — 15 января 1724 Её Королевское Высочество принцесса Астурийская
- 15 января 1724 — 6 сентября 1724 Её Величество королева Испании
- 6 Сентября 1724 — 16 Июня 1742 Её Величество вдовствующая королева Испании

## В кинематографе
- Фильм «Обмен принцессами» (2017)